# Васијан Лавдијски
Свети Васијан Лавдијски (лат. Bassianus Laudensis, итал. Bassiano di Lodi) је хришћански светитељ. Био је епископ лавдијски. Рођен је у Сиракузи као многобожац од многобожаачких родитеља, угледних и богатих. Учио је филозофију у Риму. По његовој жељи крстио га је неким старац Гордијан. То је увредило његове родитеље, и да би избегао њихов гнев, по заповести светог Јована Богослова, који му се јавио, отишао је у Равену и јавио се епископу Урсу, своме рођаку. По упутству епископа Васијан се настанио код цркве светог мученика Аполинарија ван града, и ту се дуго подвизавао трудом, постом и молитвом. Када је умро епископ у граду Лавдијском у Лигурији, Васијан је изабран за епископа иако он то није желео. Посвећен је за архијереја Амросијем Миланским и Урсом Равенским. У хришћанској традициј ипомиње се да је имао велику благодат исцељења и да је могао чак и мртве васкрсавати. Био је присутан при смрти светог Амвросија, и чуо из његових уста овога, како види Исуса Христа. Поживео је у подвигу до дубоке старости. Преминуо је око 409. године у деведесетој години свога живот. Хришћани верују да су његове мошти остале чудотворне.
Српска православна црква слави га 10. јуна по црквеном, а 23. јуна по грегоријанском календару.